# Liste des saints picards
Cette liste recense les hommes et les femmes reconnus saints par l'Église catholique qui étaient originaires de Picardie ou dont la vie apostolique ou le martyre s'est déroulée sur le territoire de l'ancienne province de Picardie ou de l'ancienne région Picardie.

## Liste des saintes et des saints par ordre alphabétique
- Ache
- Acheul
- Adalard de Corbie
- Angadrême de Renty
- Angilbert
- Anschaire de Brême
- Antoine Daveluy (Martyrs de Corée)
- Benoîte d'Origny
- Bandry de Soissons
- Blimond
- Cagnoald
- Colette de Corbie
- Crépin et Crépinien
- Dinault
- Domice d'Amiens
- Édibe de Soissons
- Éloi de Noyon
- Euloge d'Amiens
- Firmin d'Amiens
- Firmin le Confesseur
- Fursy de Péronne
- Fuscien
- Génebaud de Laon
- Gentien
- Geoffroy d'Amiens
- Germain le Scot
- Gervin
- Godeberthe de Noyon
- Gratien d'Amiens
- Grimonie de La Capelle
- Honoré d'Amiens
- Juste de Beauvais
- Léger d'Autun
- Loup de Soissons
- Lucien de Beauvais
- Lupicin de Sains
- Macre
- Martin de Corbie
- Mauguille
- Médard de Noyon
- Odon Ier
- Paschase Radbert
- Preuve de Laon
- Prince de Soissons
- Quentin de Saint-Quentin
- Rieul de Senlis
- Riquier de Centule
- Rufin et Valère
- Sauve d'Amiens
- Théofroy
- Theudosie d'Amiens
- Ulphe
- Ultan de Fosses
- Valery de Leuconay
- Victoric d'Amiens
- Wulphy